# Convento di Santa Chiara (Legnano)
Il convento di Santa Chiara è stato un edificio monastico di Legnano.

## Storia

Il convento di Santa Chiara in via di demolizione

Era situato nell'attuale largo Seprio, lungo corso Italia, a destra dell'adiacente casa di Gian Rodolfo Vismara. Venne fondato nel 1492 grazie ad un lascito testamentario del Conte Gian Rodolfo Vismara, che offrì del denaro, dei terreni e una parte della sua dimora gentilizia per ospitarlo. Il complesso architettonico del monastero comprendeva anche una piccola chiesa.
A metà del XVI secolo e nel XVIII secolo vennero realizzati, rispettivamente, due chiostri; il primo era di clausura mentre il secondo, quello settecentesco, fu destinato alle novizie. Nel Settecento, in occasione della costruzione del secondo chiostro, furono realizzati anche un portico e un loggiato. Nel 1782 il monastero venne soppresso; due anni dopo, il 22 aprile 1784, venne convertito a pellegrosario, funzione che mantenne per qualche anno.
Il convento e la chiesa furono demoliti tra il 1934 e il 1936 insieme alla dimora gentilizia di Gian Rodolfo Vismara. L'abbattimento del convento ebbe una premessa tra il 1932 e il 1933, quando venne demolito il chiostro settecentesco per poter permettere la costruzione di via Giolitti. L'unica parte dell'edificio che si è preservata è il porticato, sebbene abbia subito parecchie modifiche che ne hanno radicalmente modificato l'aspetto originario..
Il monastero di Santa Chiara era ricco di testimonianze artistiche, che sono andate in parte distrutte con la demolizione del complesso architettonico. Della chiesa si è salvato un affresco raffigurante le Nozze mistiche di Santa Caterina, ora appartenente a un privato.